# 佩爾卡拉布河
佩爾卡拉布河是烏克蘭的河流，位於該國西南部，屬於比利切列莫什河的支流，流經伊萬諾-弗蘭科夫斯克州和切爾諾夫策州，河道全長15公里，流域面積63.2平方公里。